# Thusis
Thusis (retoroman: Tusáun, italiană: Tosana ) este o comună cu 2655 loc. (2008) în cantonul Graubünden, Elveția. Comuna este centrul districtului Rinul Posterior, ea se află la 720 m altitudine, având suprafața de 6,81 km².

## Date geografice
Comuna se află amplasată la nord de cheile Via Mala, la vest se învecinează cu Heinzenberg, la est cu Rinul Posterior și Domleschg.

## Demografie
Cu toate că este centrul districtului, comuna are pînă în secolul XIX o populație de numai 700 loc. Între anii 1930 - 2000 populația comunei va începe să crească prin sosirea la început a unor emigranți spanioli și italieni și ulterior, portughezi, iugoslavi și tamili din Sri Lanka.
Limba oficială este germana, cu un dialect regional.
| Limbi vorbite în Thusis GR |                        |                        |                        |                        |                        |                        |
| Limbi vorbite              | Recensământul din 1980 | Recensământul din 1980 | Recensământul din 1990 | Recensământul din 1990 | Recensământul din 2000 | Recensământul din 2000 |
| Limbi vorbite              | Număr                  | Procente               | Număr                  | Procente               | Număr                  | Procente               |
| germană                    | 1887                   | 74.73 %                | 1995                   | 75.40 %                | 2112                   | 77,73 %                |
| retoromană                 | 238                    | 9.43 %                 | 136                    | 5.14 %                 | 107                    | 3,94 %                 |
| italiană                   | 230                    | 9.11 %                 | 172                    | 6.50 %                 | 129                    | 4,75 %                 |
| Locuitori                  | 2525                   | 100 %                  | 2646                   | 100 %                  | 2717                   | 100 %                  |

La recensământul din anul 2000 s-a constatat structura populației din punct de vedere al religiilor:
- protestanți 1142 (42 %)
- catolici 1085 (40 %)
- ortodocși 134 Orthodoxe (5 %)
- musulmani și hindu 96 (3 %)
- alte confesiuni 101 (4 %)

## Economie
Comuna Thusis, fiind centrul districtului a avut avantajul de a beneficia de pe urma comerțului și producerea de țesături din regiune. Agricultura practicată a contribuit și ea la bunăstarea populației. În ultimul timp o ramură economică importantă care aduce venit important ținutului, este turismul.